# A la ciutat
A la ciutat és una pel·lícula coral catalana de 2003 dirigida per Cesc Gay i rodada a Barcelona.
La pel·lícula va guanyar diversos premis, entre els quals destaca el Goya al millor actor secundari per a Eduard Fernández i els Barcelona de Cinema a la millor actriu (Mònica López) i al millor guió (Cesc Gay i Tomàs Aragay). Es tracta d'un retrat urbà i coral, que parla de l'amistat i l'aïllament, dels sentiments, dels secrets, dels desitjos i les frustracions.
La pel·lícula retrata les vides quotidianes d'un grup d'amics de Barcelona, ja en la trentena, i les seves frustracions, secrets, mentides i solituds. Tot i que es reuneixen sovint i parlen de les seves coses, comparteixen el seu temps i una gran amistat però, en el fons, no es coneixen tant i estan aïllats entre ells, ja que cadascú manté oculta una part molt íntima.

## Argument
Mario és arquitecte; un dia descobreix que Sara, la seva dona, l'enganya, però intenta desesperadament aferrar-se a ella. Aquesta és dissenyadora de vestuari, i amiga de Sofía, que treballa en una llibreria; per tal de no sentir-se tan sola inventa una relació amb un Eric, un francès, i menteix als seus amics explicant com li va. Irene, responsable d'un museu, està casada amb Manu i tenen una filla de 5 anys; malgrat semblen una parella feliç tenen baralles sovint. Tomàs és un professor de música; un dia inicia una relació amb Ana, una alumna de 16 anys que és neboda de Mario. Aquest un dia coneix Cristina; malgrat sentir-s'hi atret, intenta combatre el seu interès per ella. Andreu és un administratiu que coneix Sofía a la llibreria i se n'ha enamorat; inicien una relació, però aviat Andreu sospita que ella encara està enamorada d'Eric i Sofía l'abandona. Irene es qüestiona el seu matrimoni quan comença a sentir-se atreta per Sílvia, una antiga companya de classe.

## Repartiment
- Mònica López: Irene
- Eduard Fernández: Mario
- María Pujalte: Sofía
- Àlex Brendemühl: Tomàs
- Vicenta N'Dongo: Sara
- Chisco Amado: Manu
- Miranda Makaroff: Ana
- Leonor Watling: Cristina
- Àurea Márquez: Sílvia
- Jordi Sànchez: Andreu
- Carme Pla: Eva
- Pere Arquillué: Dani
- Eric Bonicatto: Eric
- Chantal Aimée: dona 1 al CCCB
- Paul Berrondo: (no surt als crèdits)
- Marta Esteban: (no surt als crèdits)
- Jaume Figueras: (no surt als crèdits)
- Ferran Carvajal: actor (no surt als crèdits)
- Julio Manrique: actor (no surt als crèdits)
- David Selvas: actor (no surt als crèdits)

## Rodatge
El rodatge va tenir lloc a Barcelona; va començar l'octubre de 2002 i va acabar el desembre, vuit setmanes més tard. Inclou localitzacions com el Centre de Cultura Contemporània de Barcelona, la Plaça de l'Àngel, el Palau de la Música Catalana, l'església de Santa Maria del Pi, el Lupino Bar, el restaurant Casa Leopoldo, la pizzeria La Verónica, la Granja La Catalana de Rambla de Catalunya, la llibreria Casa del Llibre, els Cinemes Renoir Floridablanca i el creuament dels carrers Ros de Olano i Torrent de l'Olla, a Gràcia.

## Guardons

### Premis
- millor actor secundari per a Eduard Fernández[4]
- Premis Barcelona de Cinema
  - a la millor actriu Mònica López
  - al millor guió Cesc Gay i Tomàs Aragay
- Premis Butaca
  - a la millor pel·lícula catalana per Cesc Gay
  - al millor actor català de cinema per Eduard Fernández
  - a la millor actriu catalana de cinema per Mònica López
- Festival de Cinema en Femení de Bordeus:
  - millor interpretació femenina per María Pujalte
  - millor guió de llargmetratge per Tomàs Aragay i Cesc Gay

### Nominacions
- Premis Goya:
  - millor director per Cesc Gay[3]
  - guió original per Tomàs Aragay i Cesc Gay[3]
  - actriu secundària per Mònica López[3]
- Conquilla d'Or a la millor pel·lícula al Festival Internacional de Cinema de Sant Sebastià per Cesc Gay